# Mudalavittalapura, Bhadravati
Mudalavittalapura là một làng thuộc tehsil Bhadravati, huyện Shimoga, bang Karnataka, Ấn Độ.